# Chaunax flammeus
Chaunax flammeus är en fiskart som beskrevs av Le Danois, 1979. Chaunax flammeus ingår i släktet Chaunax och familjen Chaunacidae. IUCN kategoriserar arten globalt som livskraftig. Inga underarter finns listade i Catalogue of Life.